# Eleição municipal de Florianópolis em 2016
A eleição municipal de Florianópolis em 2016 foi realizada em dois turnos, o primeiro ocorreu no dia 2 de outubro e o segundo em 30 de outubro do mesmo ano. A cidade foi às urnas para eleger um prefeito, um vice-prefeito e 23 vereadores no município de Florianópolis, no estado de Santa Catarina, no Brasil. O prefeito eleito foi Gean Loureiro, do PMDB, no segundo turno com 50,26% dos votos válidos, disputando com Ângela Amin, do PP, que obteve 49,74% dos votos. Para o Legislativo Municipal, o candidato mais votado foi o vereador eleito Pedrão Silvestre (PP), que recolheu 11.197 votos (4,63% dos votos válidos).

## Campanha
Sete chapas registraram suas candidaturas a prefeito e vice-prefeito. 
O deputado estadual peemedebista Gean Loureiro montou a coligação "Um Novo Olhar para Florianópolis" com outros 13 partidos (PSDB, DEM, PDT, PRB, PRTB, PSC, PTB, PTN, SD, PR, PRP, PPS, PPL, PTC). Os tucanos indicaram seu candidato a vice prefeito, o ex-secretario João Batista.
A ex-prefeita Ângela Amin também lançou candidatura, reunindo o PP ao PSD na coligação "Pelo Bem de Florianópolis", contando com o ex-reitor da Universidade Federal de Santa Catarina como seu vice.
Em 31 de julho, o Partido Socialismo e Liberdade homologou a candidatura do professor universitário Elson Pereira a prefeito. A coligação "VivaCidade" com Rede Sustentabilidade e Partido Verde se propunha uma alternativa pelo "desenvolvimento sustentável social, econômico e ambiental, que busque justiça social e uma cidade mais inclusiva". Fábio Botelho (PV) foi o candidato a vice por esta chapa.
O Partido Socialista Brasileiro, na coligação "Florianópolis com Inteligência e Coração" (PSL, PHS, PROS e PMB), lançou a candidatura da chapa Murilo Flores-Edupercio Pratts. Essa foi a primeira vez que Flores concorria a cargo eletivo, embora já tivesse exercido a presidência da Embrapa e da Epagri, além de ter sido secretário-executivo do Ministério da Agricultura e secretário de Estado de Planejamento no governo Raimundo Colombo.
A deputada federal Angela Albino (PCdoB) e Gabriel Kazape (PT) compuseram a chapa "Unidade pela Democracia". Eles reclamaram uma candidatura com foco no desenvolvimento "através da economia criativa".
Gabriela Santetti, do PSTU, e Maurício Leal, do PEN, também lançaram candidaturas.

## Pesquisas

### Primeiro turno
Na pesquisa divulgada pelo Ibope no dia 30 de setembro de 2016, dois dias antes da votação do primeiro turno, Gean Loureiro (PMDB) aparecia com 40% das intenções de voto, Angela Amin (PP) com 27%, Elson Pereira (PSOL) com 19%, Murilo Flores (PSB) com 7% Angela Albino (PCdoB) com 6% e Gabriela Santetti (PSTU) com 1%. O candidato Mauricio Leal (PEN) apareceu com 0%, pois não atingiu 1% das intenções de voto.

### Segundo turno
Já na pesquisa divulgada pelo Ibope no dia 28 de outubro de 2016, dois dias antes da votação do segundo turno, Gean Loureiro apareceu com 55% (pela margem de erro, entre 52% e 58%) das intenções de voto enquanto Ângela Amin estava com 45% (pela margem de erro, entre 42% e 48%).

## Resultados

### Prefeito
Sete candidatos disputaram o cargo de Prefeito de Florianópolis. Os dois candidatos mais bem votados, Gean Loureiro (PMDB) e Ângela Amin (PP), seguiram para o segundo turno.
| Candidato(a)             | Vice                       | 1º turno | 1º turno    |
| Candidato(a)             | Vice                       | Total    | Percentagem |
| ------------------------ | -------------------------- | -------- | ----------- |
| Gean Loureiro (PMDB)     | João Batista (PSDB)        | 100 214  | 40,39%      |
| Angela Amin (PP)         | Rodolfo Pinto da Luz (PSD) | 60 959   | 24,57%      |
| Elson Pereira (PSOL)     | Fábio Botelho (PV)         | 51 106   | 20,60%      |
| Murilo Flores (PSB)      | Edupércio Pratts (PSB)     | 22 809   | 9,19%       |
| Angela Albino (PCdoB)    | Gabriel Kazapi (PT)        | 10 581   | 4,26%       |
| Mauricio Leal (PEN)      | Marcos Vieira (PEN)        | 1 580    | 0,64%       |
| Gabriela Santetti (PSTU) | José Alvarenga (PSTU)      | 843      | 0,34%       |
| Total de votos válidos   | Total de votos válidos     | 248 092  | 89,39%      |
| → Votos em branco        | → Votos em branco          | 9 674    | 3,49%       |
| → Votos nulos            | → Votos nulos              | 19 767   | 7,12%       |
| Total                    | Total                      | 277 533  | 100%        |
| Abstenção                | Abstenção                  | 38 727   | 12,25%      |
| Total de eleitores       | Total de eleitores         | 316 260  | 100%        |

Segundo turno
No dia 30 de outubro de 2016, Gean Loureiro ganhou a disputa de segundo turno com 50,26% dos votos válidos.
| Candidato               | Vice                       | 2º Turno | 2º Turno    |
| Candidato               | Vice                       | Votação  | Votação     |
| Candidato               | Vice                       | Total    | Porcentagem |
| ----------------------- | -------------------------- | -------- | ----------- |
| Gean Loureiro (PMDB)    | João Batista (PSDB)        | 111 943  | 50,26%      |
| Angela Amin (PP)        | Rodolfo Pinto da Luz (PSD) | 110 790  | 49,74%      |
| Total de votos válidos  | Total de votos válidos     | 222 733  | 84,03%      |
| Votos em branco         | Votos em branco            | 10 358   | 3,91%       |
| Votos nulos             | Votos nulos                | 31 988   | 12,07%      |
| Total de votos apurados | Total de votos apurados    | 265 079  | 100%        |
| Abstenções              | Abstenções                 | 51 181   | 16,18%      |
| Total de eleitores      | Total de eleitores         | 316 260  | 100%        |

### Câmara Municipal
Vinte e três vereadores foram eleitos no dia 2 de outubro de 2016. Entre eles, apenas uma mulher. O vereador mais votado foi Pedrão Silvestre (PP), com 11.197 votos, ou 4,63%. O partido com a maior representação foi o PMDB (4), seguido por PSOL e PSD, cada um com três vereadores.
| PSOL: 3 seats PT: 1 seat PDT: 1 seat PSB: 2 seats PMDB: 4 seats PSDB: 2 seats PTB: 1 seat PSD: 3 seats DEM: 1 seat PR: 1 seat PRB: 1 seat PSC: 1 seat PP: 2 seats | PSOL: 3 seats PT: 1 seat PDT: 1 seat PSB: 2 seats PMDB: 4 seats PSDB: 2 seats PTB: 1 seat PSD: 3 seats DEM: 1 seat PR: 1 seat PRB: 1 seat PSC: 1 seat PP: 2 seats | PSOL: 3 seats PT: 1 seat PDT: 1 seat PSB: 2 seats PMDB: 4 seats PSDB: 2 seats PTB: 1 seat PSD: 3 seats DEM: 1 seat PR: 1 seat PRB: 1 seat PSC: 1 seat PP: 2 seats | PSOL: 3 seats PT: 1 seat PDT: 1 seat PSB: 2 seats PMDB: 4 seats PSDB: 2 seats PTB: 1 seat PSD: 3 seats DEM: 1 seat PR: 1 seat PRB: 1 seat PSC: 1 seat PP: 2 seats | PSOL: 3 seats PT: 1 seat PDT: 1 seat PSB: 2 seats PMDB: 4 seats PSDB: 2 seats PTB: 1 seat PSD: 3 seats DEM: 1 seat PR: 1 seat PRB: 1 seat PSC: 1 seat PP: 2 seats | PSOL: 3 seats PT: 1 seat PDT: 1 seat PSB: 2 seats PMDB: 4 seats PSDB: 2 seats PTB: 1 seat PSD: 3 seats DEM: 1 seat PR: 1 seat PRB: 1 seat PSC: 1 seat PP: 2 seats |
| Partidos | Partidos | Câmara Municipal de Florianópolis | Câmara Municipal de Florianópolis | Câmara Municipal de Florianópolis | Câmara Municipal de Florianópolis |
| Partidos | Partidos | Votos | % | Assentos | % de assentos |
| --- | --- | --- | --- | --- | --- |
| | PMDB | 34.347 | 14,09% | 4 | 17,39% |
| | PSOL | 25.442 | 10,53% | 3 | 13,04% |
| | PSD | 14.784 | 6,12% | 3 | 13,04% |
| | PP | 30.970 | 12,82% | 2 | 8,7% |
| | PSB | 19.061 | 7,89% | 2 | 8,7% |
| | PSDB | 18.883 | 7,82% | 2 | 8,7% |
| | PDT | 18.392 | 7,61% | 1 | 4,35% |
| | PSC | 11.933 | 4,94% | 1 | 4,35% |
| | PR | 11.032 | 4,57% | 1 | 4,35% |
| | PT | 9.699 | 4,01% | 1 | 4,35% |
| | PTB | 8.125 | 3,36% | 1 | 4,35% |
| | DEM | 6.471 | 2,68% | 1 | 4,35% |
| | PRB | 4.768 | 1,97% | 1 | 4,35% |
| Votos Válidos | Votos Válidos | 241.594 | 87,5% | | |
| Votos nulos | Votos nulos | 19.822 | 7,14% | | |
| Votos em branco | Votos em branco | 16.117 | 5,81% | | |
| Abstenção | Abstenção | 38.727 | 12,25 | | |
| Total | Total | 316.260 | 100% | 23 | 100% |

### Vereadores
| Partido            | Partido            | Candidato            | Votos   | Porcentagem |
| ------------------ | ------------------ | -------------------- | ------- | ----------- |
|                    | PP                 | Pedrão Silvestre     | 11.197  | 4,63%       |
|                    | PSOL               | Marquito             | 5.448   | 2,26%       |
|                    | PSOL               | Afrânio Boppré       | 5.432   | 2,25%       |
|                    | PR                 | Guilherme Pereira    | 4.349   | 1,80%       |
|                    | PRB                | Claudinei Marques    | 3.346   | 1,38%       |
|                    | PSB                | Bruno Souza          | 3.326   | 1,38%       |
|                    | PSB                | Gabrielzinho Meurer  | 3.196   | 1,32%       |
|                    | PP                 | Marcelo de Oliveira  | 3.162   | 1,31%       |
|                    | PMDB               | Rafael Daux          | 3.018   | 1,25%       |
|                    | PSD                | Roberto Katumi       | 2.988   | 1,24%       |
|                    | PT                 | Lino Peres           | 2.777   | 1,15%       |
|                    | PDT                | Vanderlei Lela       | 2.777   | 1,15%       |
|                    | PSDB               | Edinho Lemos         | 2.766   | 1,14%       |
|                    | PSD                | Erádio Gonçalves     | 2.708   | 1,12%       |
|                    | PSD                | Dalmo Meneses        | 2.670   | 1.11%       |
|                    | PMDB               | Tiago Silva          | 2.638   | 1,09%       |
|                    | PSOL               | Renato Geske         | 2.540   | 1,05%       |
|                    | PMDB               | Dinho da Rosa        | 2.400   | 0,99%       |
|                    | PMDB               | Maria da Graça Dutra | 2.116   | 0,88%       |
|                    | PSC                | João Luiz da Bega    | 2.079   | 0,86%       |
|                    | PSDB               | Maikon Costa         | 1.991   | 0,82%       |
|                    | DEM                | Miltinho Barcelos    | 1.771   | 0,73%       |
|                    | PTB                | Fábio Braga          | 1.747   | 0,72%       |
| → Votos brancos    | → Votos brancos    | → Votos brancos      | 16.117  | 5,81%       |
| → Votos nulos      | → Votos nulos      | → Votos nulos        | 19.822  | 7,14%       |
| Total apurado      | Total apurado      | Total apurado        | 277.533 | 87,75%      |
| Abstenção          | Abstenção          | Abstenção            | 38.727  | 12,25       |
| Total de eleitores | Total de eleitores | Total de eleitores   | 316.260 | 100%        |